# Aeropuerto Internacional de Garoua
El Aeropuerto de Garoua (IATA: GOU, OACI: FKKR), también conocido como Aeropuerto Internacional de Garoua, es un aeropuerto que sirve a Garoua, capital de la Región Norte en Camerún.

## Aerolíneas y destinos
| Aerolíneas           | Destinos                 |
| -------------------- | ------------------------ |
| Camairco             | Douala, Maroua, Yamena   |
| Air Leasing Cameroon | Douala, Maroua, N'Djamen |